# Kapelle Wittdün

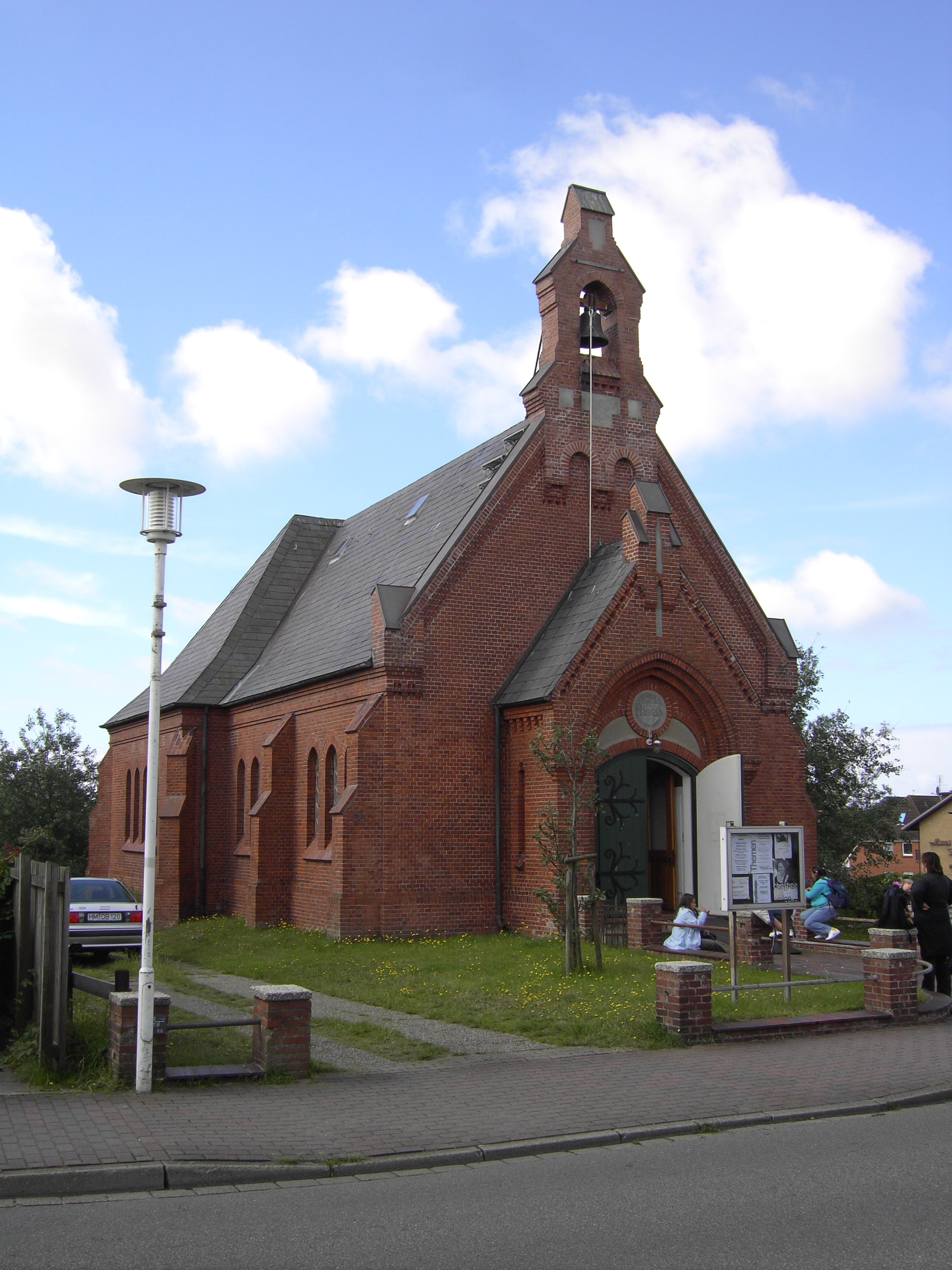
Ansicht von der Inselstraße

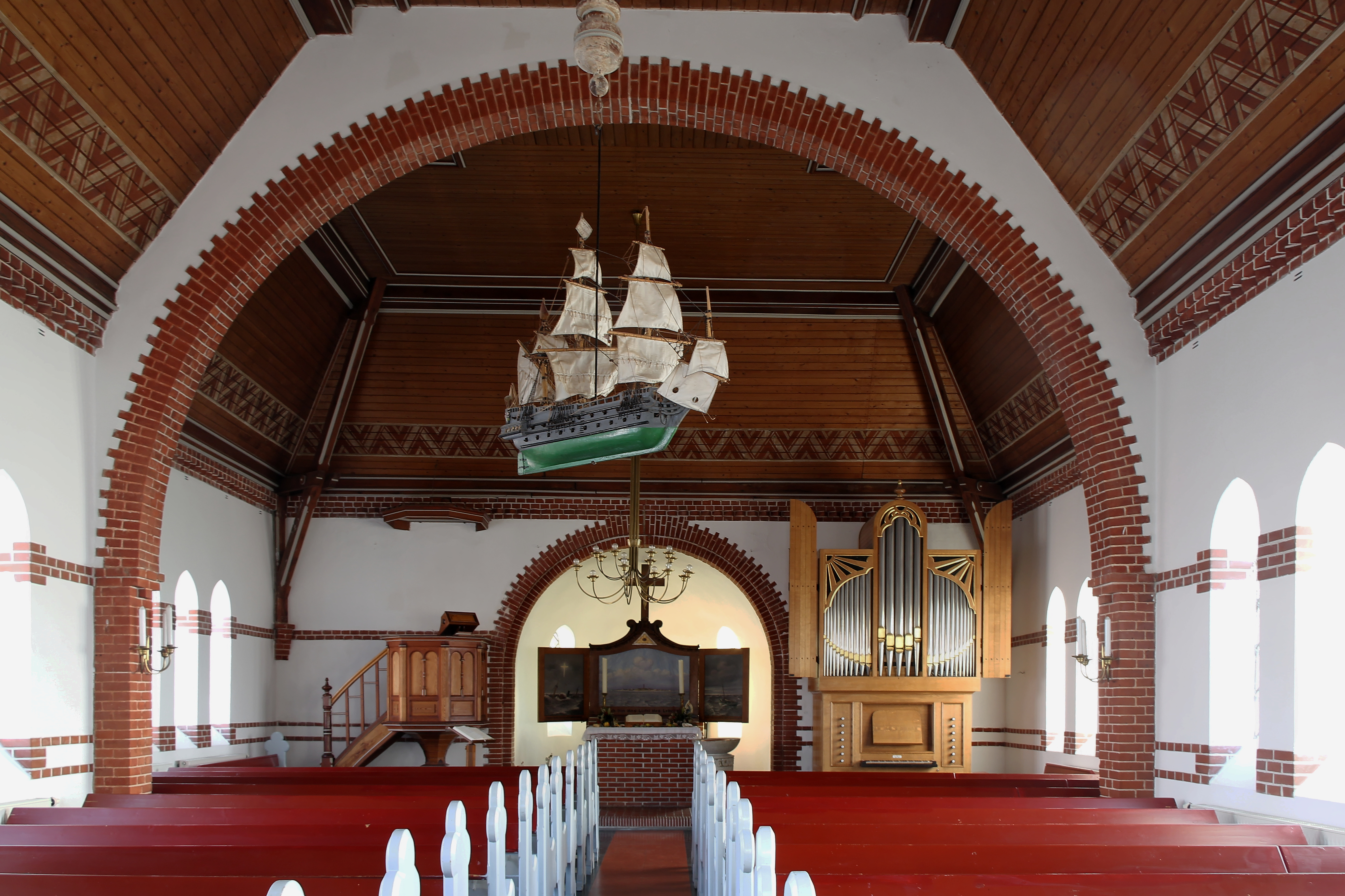
Innenraum

Die evangelisch-lutherische Kapelle Wittdün in Wittdün auf Amrum gehört zur St.-Clemens-Gemeinde in Nebel. Sie ist ein Werk des Architekten Hugo Groothoff und abgesehen von Friedhofskapellen sein kleinster sakraler Raum. 

## Bau der Kirche
Mit der Gründung Wittdüns als Seebad Ende des 19. Jahrhunderts entstand der Wunsch nach einer eigenen Kirche für die Kurgäste. Die mit 13.000 Mark (ohne Innenausstattung) angegebenen Mittel stammten einerseits von der Landeskirche, andererseits von der Aktiengesellschaft Wittdün-Amrum (AGWA), die zu dieser Zeit die meisten größeren Bauvorhaben zur Förderung des Tourismus in Wittdün finanzierte. Das Grundstück wurde am 25. Februar 1902 an die Kirchengemeinde übertragen, am 17. September 1902 lieferte Groothoff die Pläne, die bereits am 20. November 1902 genehmigt wurden.
Im Jahre 1903 war der zeitgemäß im neugotischen Stil gehaltene Backsteinbau mit seinem sehr kurzen Querschiff abgeschlossen. Von außen ist der typische Stil öffentlicher preußischer Bauten der Jahrhundertwende gut zu erkennen. Auffällig ist auf den zweiten Blick die ungewöhnliche Ausrichtung mit dem Eingang direkt nach Norden und dem Chor und damit der Altarnische nach Süden. Da man sich an der vorhandenen Hauptstraße orientierte und die Kapelle in die Wohnbebauung integrieren wollte, erschien eine klassische Ostausrichtung unpraktikabel.
Die Straßenfront im Norden bildet mit dem schmalen Vorbau, der sich in einen Wimperg und den hohen Giebel mit integriertem Glockenreiter fortsetzt, einen markanter Akzent des ganzen Gebäudes. Das Dach ist vollständig mit Schieferplatten gedeckt.
1986 bis 1988 wurde die Kapelle grundlegend renoviert, weitere Instandsetzungen führte man 2006 und 2009 durch.

## Ausstattung

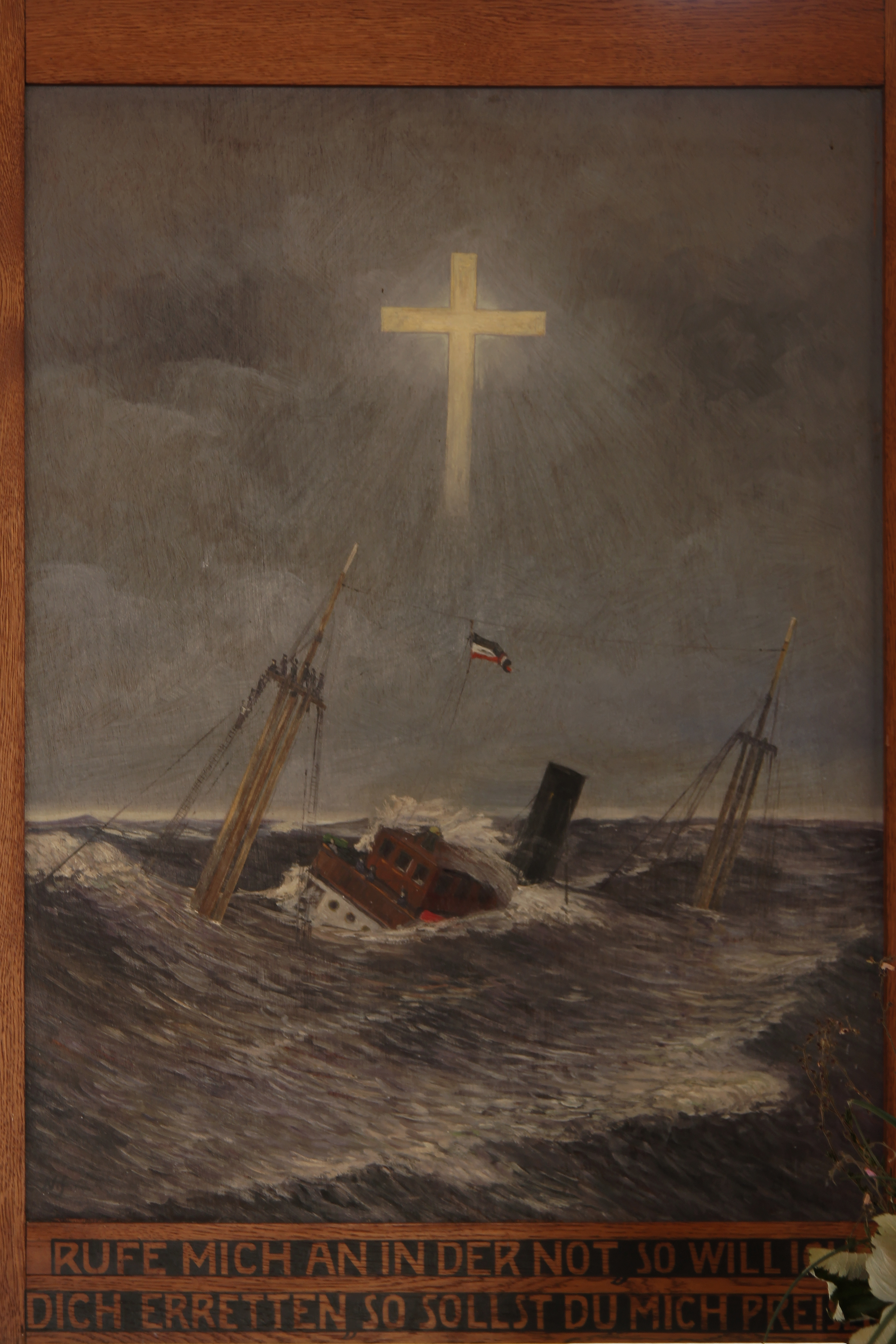
Linker Teil des Altarbildes

### Allgemeines
Im Innenausbau dominieren weißer Putz mit roten Ziegelbändern und Holztöne. Prägend sind die holzverschalte Decke mit ihrer hochwertigen, aber zurückhaltenden Verzierung und der große Rundbogen, der das Hauptschiff vom Querschiff abgrenzt. Das Motiv des Rundbogens wiederholt sich im kleineren Apsisbogen unmittelbar vor der Altarnische.
Links neben der Altarnische steht die Holzkanzel mit ihrem flachen Schalldeckel. Die Taufe ist rechts vom Altar in die Altarnische eingebunden. 
Alle Fenster im Kirchenschiff sind aus weißem milchigem Glas und betonen so den hellen Eindruck des Innenraums. Die kleinen farbigen Chorfenster kommen durch den davor stehenden Altar kaum zur Geltung.

### Altar
Der Altar besteht aus einem schlichten Tisch mit einem dreiteiligen Aufsatz, der in ein Kruzifix ausläuft. Dabei ist das für die Altarbilder gewählte Motiv außergewöhnlich, denn es zeigt keine biblischen Szenen, sondern in der Mitte ein Panorama der Südspitze Amrums, links die Strandung eines Schiffes und rechts den Einsatz eines Rettungsbootes. Schiff, Inselpanorama und das DGzRS-Rettungsboot entstammen erkennbar der ersten Hälfte des 20. Jahrhunderts. Unter jedem Bild befindet sich ein passender biblischer Spruch, links „Rufe mich an in der Not, so will ich Dich erretten, so sollst Du mich preisen“ (Ps 50,15 ), in der Mitte „Ich bin das Licht des Lebens“ und rechts „Niemand hat größere Liebe, denn die dass er sein Leben lasset für seine Freunde“ (Joh 15,13 ). 
Alle Bilder sind Werke von Nicolaus Soltau (1877–1956), der Aufsatz ist eine Stiftung des Hoteliers Carl Quedens, der mit dem Motiv eigene Erlebnisse verarbeitete. Bei der dargestellten Strandung handelt es sich vermutlich um die Strandung des Dampfers Albis am 18. November 1922 im Rütergat.

### Glocken
Die Kirche verfügt im Dachreiter über eine einzelne Glocke.

### Orgel

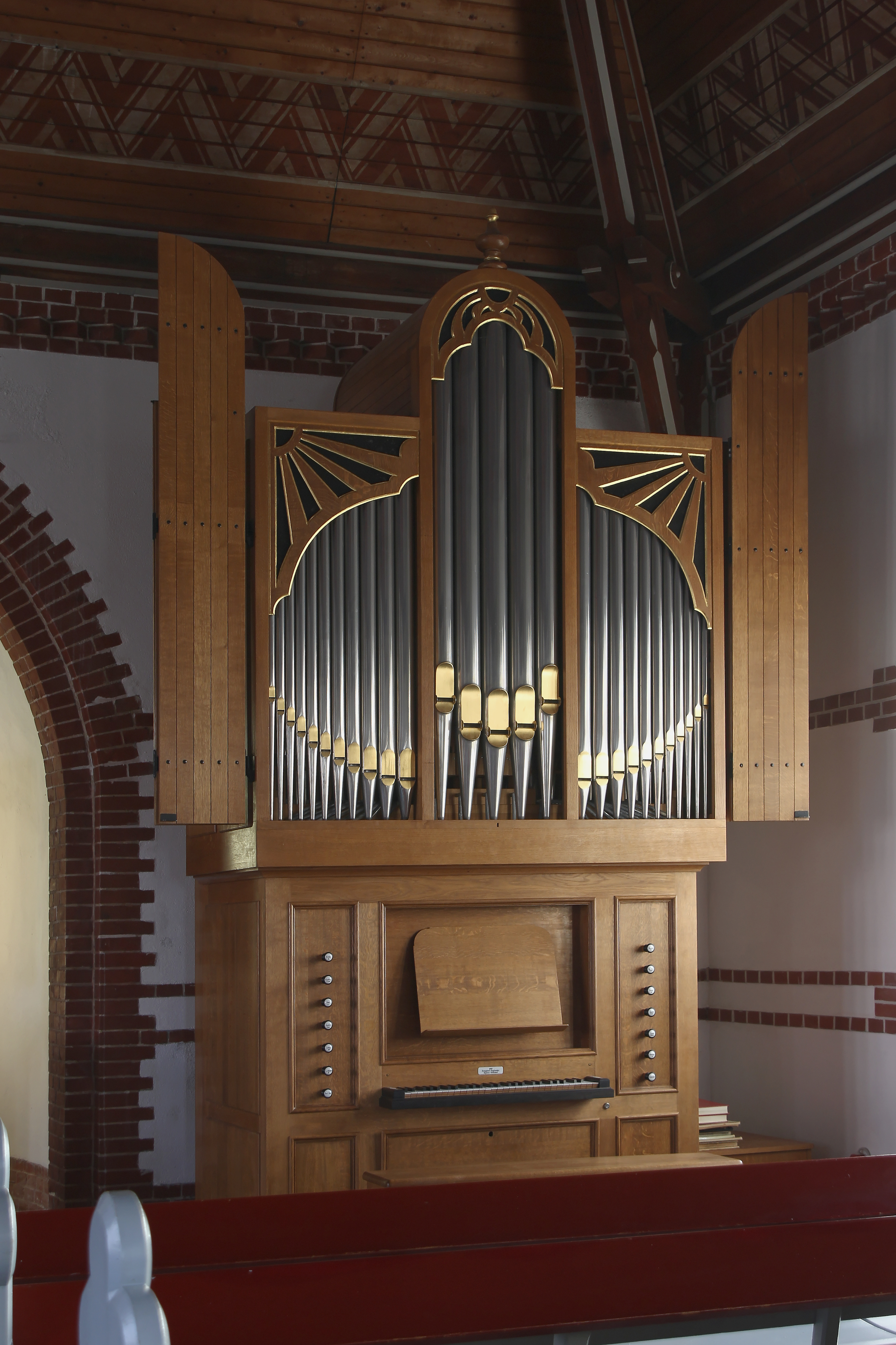
Orgel

Für die Orgel war von Planungsbeginn an keine eigene Empore vorgesehen, so dass schon die erste Orgel, die Spende eines Kurgastes, direkt an der Westwand platziert wurde. Die heutige Orgel steht abgesetzt auf der rechten Seite des Altars. Sie wurde 1999 von der Firma Boogaard Orgelbau in Rijssen mit folgender Disposition gebaut:
| I Hauptwerk C–f3 |               |    |
| 1.               | Praestant     | 8′ |
| 2.               | Rohrflöte B/D | 8′ |
| 3.               | Oktav         | 4′ |
| 4.               | Flöte         | 4′ |
| 5.               | Nasard B/D    | 3′ |
| 6.               | Oktav         | 2′ |
| 7.               | Cornett D III |    |
| 8.               | Dulcian       | 8′ |

| Pedal C–d1 |         |     |
| 9.         | Subbaß  | 16′ |
| 10.        | Gedackt | 8′  |

- 1 Normalkoppel: I/P
- Spielhilfe: Tremulant

## Fotografien und Karte
Koordinaten: 54° 37′ 36,4″ N, 8° 23′ 23,8″ O

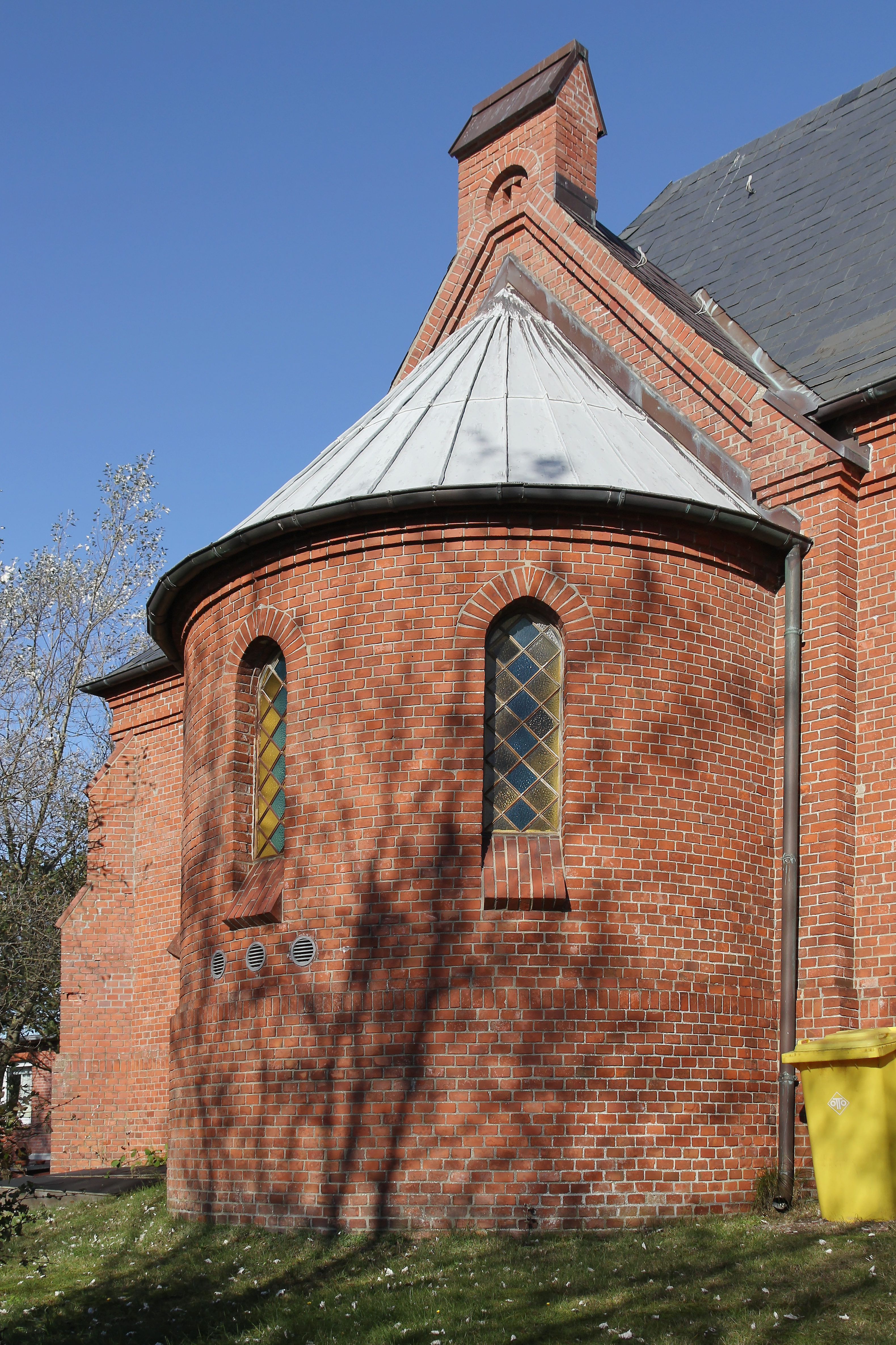
Ansicht der Chorseite
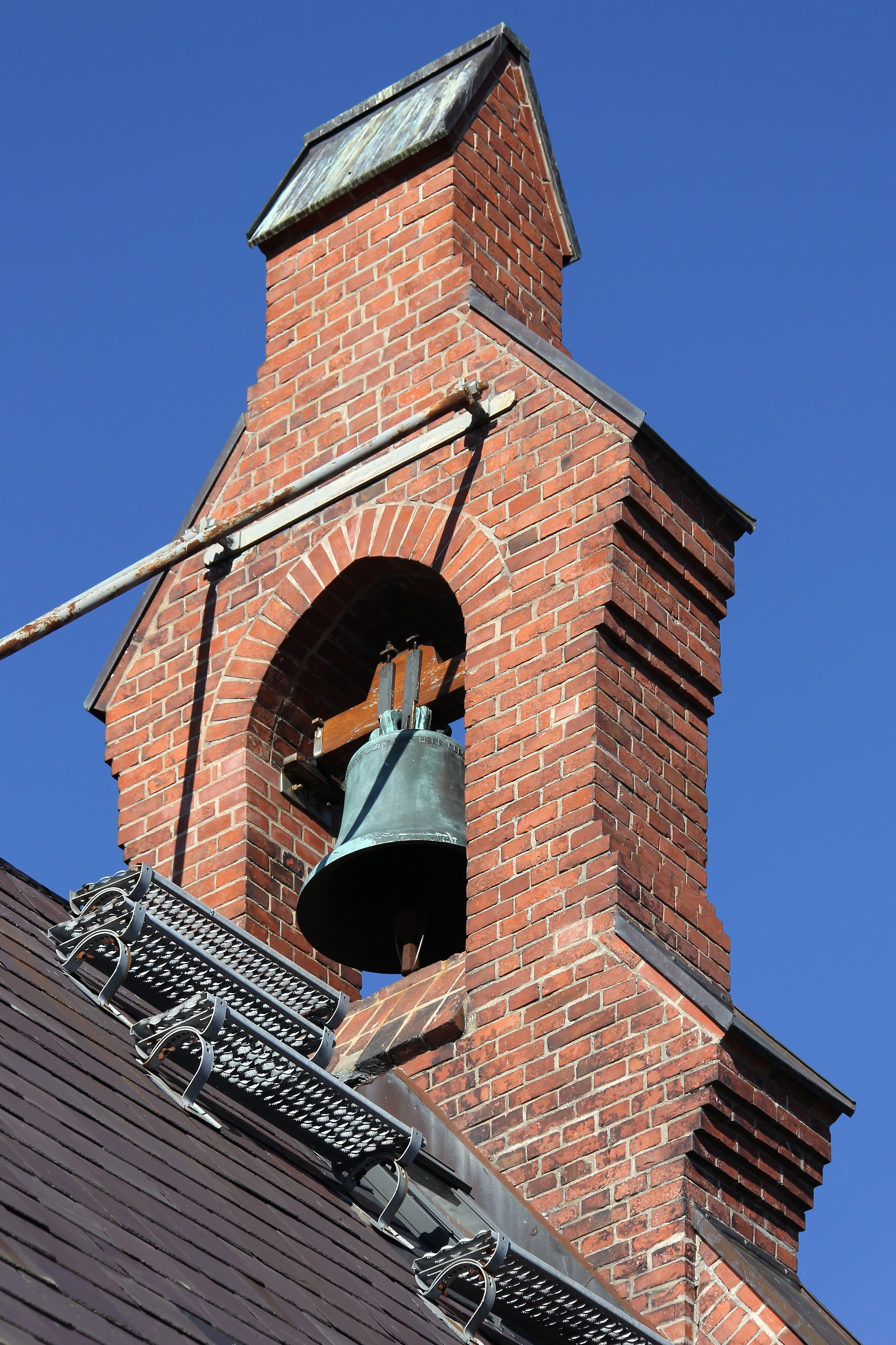
Glocke im Dachreiter
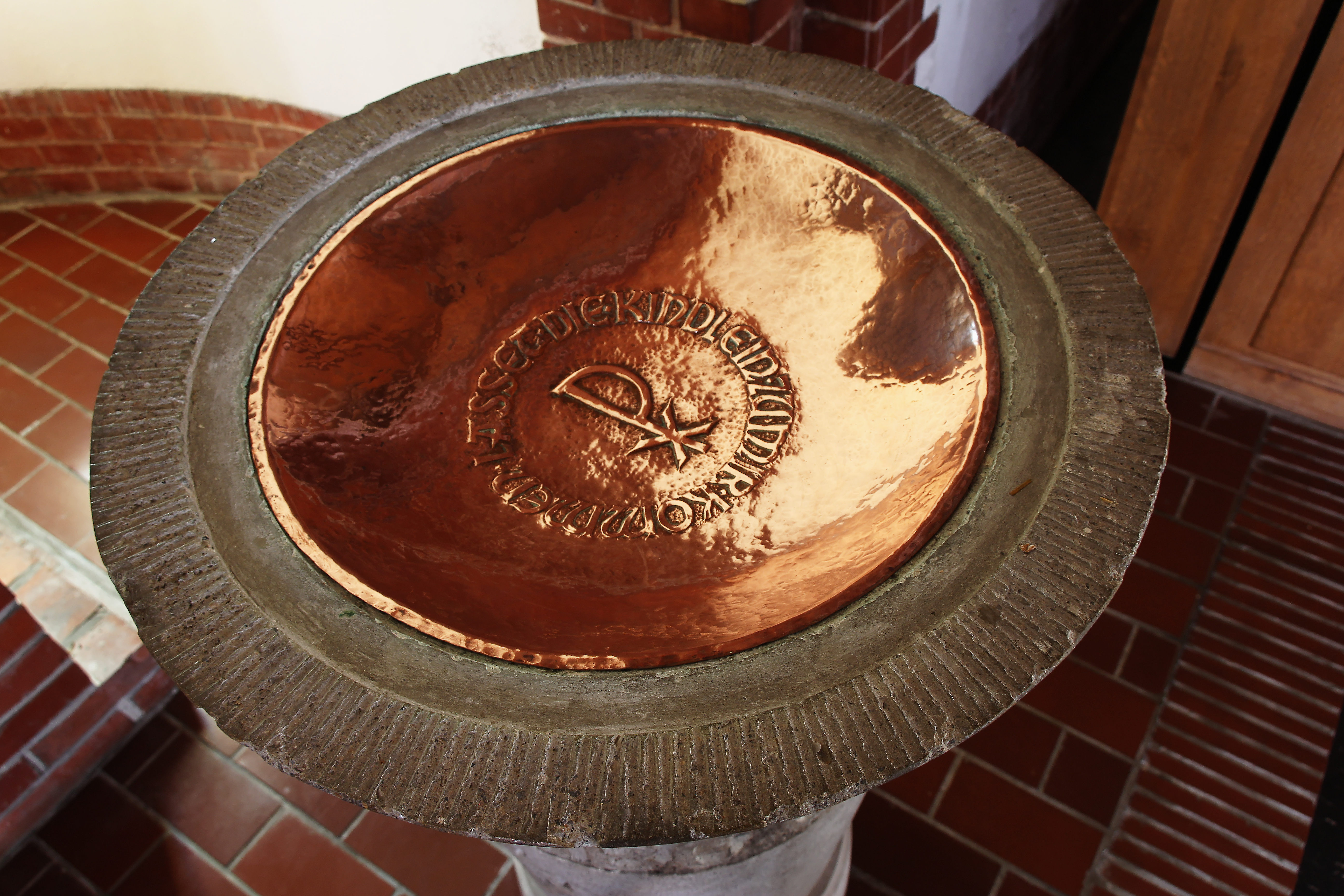
Taufschale
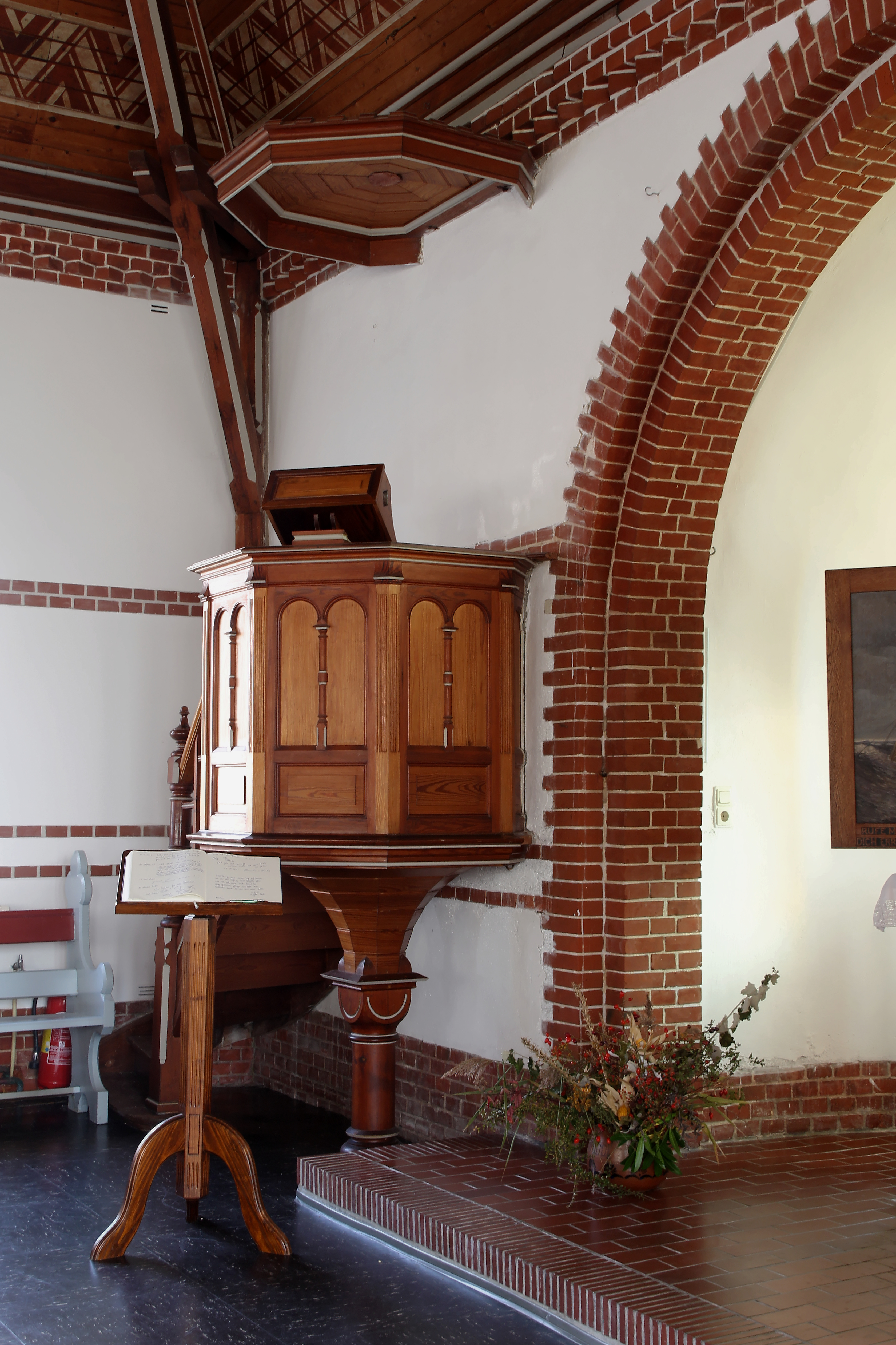
Kanzel und Teile der Deckendekoration